# Balafon des communautés sénoufos
Le balafon des communautés Sénoufo du Mali, du Burkina Faso et de Côte d’Ivoire est un instrument de musique de type xylophone. Les pratiques et expressions culturelles liées à son usages sont reconnues comme une richesse faisant partie du patrimoine culturel immatériel de l'humanité par l'UNESCO.

## Description
Le balafon, également appelé ncegele, est constitué d'une structure en bois ou en bambou sur laquelle sont fixées des lames de bois de longueurs différentes, et de calebasses de différentes tailles faisant office de caisses de résonance pour chacune des lames. Des membranes d'oothèques produites par des araignées, tapissent l'intérieur des calebasses, percées, permettant d'obtenir différentes vibration pour les sons créés. Les accords du balafon sont basés sur la division d'un octave en 5. La musique du balafon est obtenu en utilisant des baguettes de bois.

## Pratiques culturelles
Dans les communautés sénoufo, le balafon est présent à différents moments de la vie collective, qu'il s'agisse de fêtes, de prières, de rituels ésotériques, d'enterrements. Sa musique est utilisée pour accompagner la transmission des traditions, croyances et valeurs de la communauté.
Les Kafibélé, un sous groupe sénoufo, dénombrent 7 types d'orchestres qui combinent les balafons avec d'autres instruments selon les circonstances. L'ethnomusicologie s'est intéressée à cette pratique, et l'analyse en termes de sémantique. Jouer du balafon est alors considéré comme un acte dialectique : tenir un discours. Le message se construit sur une base syllabique, bien que ses interprétations restent soumises au contexte.
Les airs traditionnels, portant des messages liées au passage de la vie à la mort, par exemple, sont considérés comme très anciens, et il en existe de nombreuses variantes. Ceux dédiés aux divertissements sont plus éphémères, et peuvent être créés et réinventés au fil du temps. Les jeux de balafons sont également l'occasion de jouer des rivalités entre villages Sénoufos  et d'exprimer leurs singularités culturelles.
Le festival du triangle du balafon est organisé à Sikasso pour valoriser et transmettre ses pratiques et renforcer les liens entre les pays et communautés de la région.

## Inscription au patrimoine de l'humanité
Les pratiques et expressions culturelles liées au balafon des communautés sénoufo du Mali, du Burkina Faso et de la Côte d'Ivoire est inscrit en 2012 sur la liste représentative du patrimoine culturel immatériel de l'humanité par l'Unesco.